# محمدامین خنجی
محمدامین خُنجی (۲ آذر ۱۲۸۲–۲۴ فروردین ۱۳۴۴) نویسنده و ویرایشگرِ ادبیِ ایرانی بود.

## تولد و تحصیل
محمدامین خُنجی در سال ۱۲۸۲ در شهر منامه به دنیا آمد. پدرش حاج عبدالعزیز خنجی از بازرگانان خلیج پارس بود. وی تحصیلات اولیه را به زبانهای فارسی و عربی در مکاتب قدیمی بحرین فراگرفت. از همان آغاز جوانی به همراه برادر خود -محمدعقیل خنجی- تجارتخانه پدر را اداره می‌کرد. تجارت آنها بیشتر با هندوستان و انگلستان بود.
در کنار تجارت، به پژوهش و مطالعه گسترده متون کهن ادب پارسی روی آورد. در جوانی به عضویت «منتدی البحرین» که انجمن ادبی مهم بحرین بود و نیز هیئت امنای مدرسه ایرانیان بحرین درآمد. وی در سال ۱۳۱۸ به همراه خانواده از بحرین به تهران مهاجرت کرد.

## خدمات فرهنگی
وی از زمان سکونت در بحرین از طریق مکاتبه با دانشمندان برجسته آن روز از جمله احمد کسروی به مبادله تجربیات علمی می‌پرداخت. پس از اقامت در تهران، تقریباً با تمام ادبا و فضلای آن روز پایتخت از جمله بدیع الزمان فروزانفر، دکترمحمود افشار، محمدتقی دانش‌پژوه، علینقی منزوی، محمد پروین گنابادی، ایرج افشار، مدرسی چهاردهی، احمد اقتداری، محمود محمود و… مجالست و گفتگوی علمی داشت.
ایشان گردآوری کننده مجموعه‌ای نفیس از کتب و اسناد خطی بود که با این کار بسیاری از این نسخ را از تندباد حوادث محفوظ داشت. لازم به ذکراست که وی بخشی از این مجموعه را به کتابخانه آستان قدس رضوی اهداء نمود.

## آثار
وی مقالات بسیاری در مجله‌های ادبی داشته و نسخ خطی بسیاری را تصحیح نموده‌است؛ برخی از آثار وی به شرح زیر می‌باشد:
- تصحیح رساله «سؤال و جواب فقهی از قطب راوندی»[۳]
- زندگینامه فضل بن روزبهان خنجی[۴]
- تاریخ احزاب سیاسی[۵]
- کتاب «مشاهیر خنج» دربارهٔ دانشمندان، عرفاء و ادبای نامی شهر باستانی خنج
- اولین مقاله در نقد و معرفی کتاب شمس الحساب الفخری تألیف شمس الدین عمر بن عبدالعزیز خنجی نخستین کتاب حساب به زبان پارسی[۶]
- تاریخ و جغرافیای لارستان
- مقاله‌ای در باب کتاب عقودالجواهر تألیف احمد ساعی کرمیانی[۷]
- سفرنامه:شرح سفر از بحرین به تقریباً تمامی شهرهای کشور در سال ۱۳۱۷ که تحولات دوران «ایران نوین» و نوسازی کشور توسط رضا شاه را شرح می‌دهد.